# Mianmar a 2004. évi nyári olimpiai játékokon
Mianmar a görögországi Athénban megrendezett 2004. évi nyári olimpiai játékok egyik részt vevő nemzete volt. Az országot az olimpián 2 sportágban 2 sportoló képviselte, akik érmet nem szereztek.

## Íjászat
Női

| Versenyző        | Versenyszám | Selejtező | Selejtező | 64-es főtábla                                     | 32-es főtábla     | Nyolcaddöntő      | Negyeddöntő       | Elődöntő          | Döntő             | Helyezés |
| Versenyző        | Versenyszám | Pont      | Kiemelt   | Ellenfél Eredmény                                 | Ellenfél Eredmény | Ellenfél Eredmény | Ellenfél Eredmény | Ellenfél Eredmény | Ellenfél Eredmény | Helyezés |
| ---------------- | ----------- | --------- | --------- | ------------------------------------------------- | ----------------- | ----------------- | ----------------- | ----------------- | ----------------- | -------- |
| Thin Thin Khaing | Egyéni      | 622       | 38.       | Małgorzata Sobieraj (POL) (27.) · 151(+7)-151(+9) | kiesett           | kiesett           | kiesett           | kiesett           | kiesett           | 39.      |

## Súlyemelés
Női

| Versenyző     | Versenyszám | Szakítás | Szakítás | Lökés    | Lökés    | Összesen | Helyezés |
| Versenyző     | Versenyszám | Eredmény | Helyezés | Eredmény | Helyezés | Összesen | Helyezés |
| ------------- | ----------- | -------- | -------- | -------- | -------- | -------- | -------- |
| Nan Aye Khine | 48 kg       | kizárták | kizárták | kizárták | kizárták | kizárták | kizárták |